# ييفغين سيلين
ييفغين سيرغييوفيتش سيلين (بالأوكرانية: Селін Євген Сергійович) (مواليد 9 مايو 1988 في نوفوايدار، جمهورية أوكرانيا السوفيتية الاشتراكية) لاعب كرة قدم أوكراني يجيد اللعب في مركز قلب الدفاع ويلعب حاليا في نادي فورسكلا بولتافا الأوكراني منذ 2010.

## روابط خارجية
- ييفغين سيلين على موقع الاتحاد الأوربي (الإنجليزية)
- ييفغين سيلين على موقع اتحاد أوكرانيا (الإنجليزية)
- ييفغين سيلين على موقع قاعدة بيانات كرة القدم.إي يو (الإنجليزية)
- ييفغين سيلين على موقع ناشيونال فوتبول تيمز (الإنجليزية)
- ييفغين سيلين على موقع Soccerbase.com (لاعب) (الإنجليزية)
- ييفغين سيلين على موقع Soccerway.com (الإنجليزية)
- ييفغين سيلين على موقع عالم كرة القدم.نت (الإنجليزية)
- ييفغين سيلين على موقع AS.com (الإسبانية)